# Bonjour les vacances
Série National Lampoon's Vacation
Bonjour les vacances 2
(1985)
Pour plus de détails, voir Fiche technique et Distribution.
Bonjour les vacances... (National Lampoon's Vacation) est une comédie américaine réalisée par Harold Ramis et sortie en 1983. Le film fait partie de la série de comédies issues de National Lampoon. Il met en vedette Chevy Chase, Beverly D'Angelo, Randy Quaid, Dana Barron et Anthony Michael Hall. Il met en scène de nombreux autres comédiens tels que John Candy, Imogene Coca, le mannequin Christie Brinkley et Jane Krakowski dans de petits rôles. Il s'agit du premier long métrage réalisé par Harold Ramis.
Le scénario est écrit par John Hughes, d'après une nouvelle publiée dans le magazine National Lampoon. L'histoire originale serait le récit d'un voyage chaotique de sa propre famille à Disneyland (rebaptisé Walley World pour les besoins du film) lorsque Hughes était petit garçon. Le succès du film a beaucoup contribué à faire avancer sa carrière de scénariste.
Bonjour les vacances est un succès au box-office et fait partie de certains classements des meilleures comédies. Il connaitra plusieurs suites et est considéré comme un film culte.

## Synopsis
Clark Griswold (Chase), voulant passer plus de temps avec son épouse Ellen (D'Angelo) et ses enfants Rusty et Audrey (Hall et Barron), décide d'emmener la famille à travers le pays, de Chicago au parc d'attractions « Walley World », à Los Angeles, vendu comme « Le parc favori de l'Amérique ». Bien qu'Ellen préférerait l'avion, il insiste pour y aller en voiture, afin de resserrer ses liens avec sa famille. Il a commandé une voiture de sports pour le voyage, mais quand le vendeur lui annonce qu'il ne l'a pas reçue, il doit se contenter d'une nouvelle voiture familiale imposante, une Wagon Queen Family Truckster (en). Clark a programmé l'itinéraire sur son ordinateur Apple II.
Durant le voyage, la famille est victime de plusieurs mésaventures, comme de petits vandales à East Saint Louis, alors que Clark est tenté à plusieurs reprises par une voluptueuse jeune femme (Brinkley) au volant d'une puissante Ferrari 308 GTS rouge. Ils font un arrêt à Coolidge, au Kansas afin de visiter la cousine d'Ellen Catherine (Miriam Flynn) et son mari Eddie (Randy Quaid). Mais les tensions ne tardent pas à monter au sein de la famille. Le style de vie rustique du couple excède rapidement la famille, mais le comble est atteint lorsque Catherine et Eddie leur demandant de déposer la vieille tante Edna (Coca) et son chien chez son fils Normy à Phoenix. Après un arrêt à un terrain de camping à South Fork, Colorado pour la nuit, Clark oublie de délier Dinky du pare-chocs de la voiture avant de partir, tuant le chien en roulant sur la route.
Alors qu'Ellen et Clark ont quelques prises de bec, ils sont bloqués dans le désert à la suite d'une erreur d'orientation. Clark finit par trouver un mécanicien, mais ce dernier l'arnaque en lui demandant le reste de son argent pour réparer la voiture. Frustrés, ils s'arrêtent au Grand Canyon, mais quand Clark ne peut convaincre le réceptionniste de l'hôtel de prendre un chèque, il vole l'argent de la caisse enregistreuse de l'hôtel, mais laisse derrière lui le chèque. En quittant le Canyon, ils constatent la mort de tante Edna dans son sommeil. Quand ils atteignent la maison de Normy, ils apprennent qu'il est à l'extérieur de la ville, et laissent donc le corps d'Edna raide morte dans la cour arrière après une courte et peu convaincante prière.
Malgré tous ces événements, les supplications d'Ellen et des enfants, Clark est plus déterminé que jamais à aller à Walley World. Ils arrivent finalement au parc le lendemain et extasiés de joie, ils se précipitent vers l'entrée, mais trouve le parc fermé pour causes de réparations. Clark, sombrant dans la folie en se rendant compte que tous ses efforts ont été vains, achète un faux revolver et force le gardien de sécurité Russ Lasky (John Candy) à les laisser entrer dans le parc afin de faire la tournée des manèges ; Ellen et les enfants le suivent, tentant de l'apaiser. Finalement, le SWAT arrive, accompagné du propriétaire Roy Walley (Eddie Bracken). Roy comprend la passion de Clark à vouloir offrir à sa famille des vacances typiquement américaines, lui rappelant des souvenirs de ses propres années d'enfance. Roy accepte finalement de ne pas déposer de plainte contre les Griswold et permet à la famille de profiter du parc en tant qu'invités. Le générique montre des photos des Griswold profitant du reste des vacances, y compris le retour à Chicago en avion.

## Fiche technique
Sauf indication contraire, les informations mentionnées dans cette section peuvent être confirmées par la base de données cinématographiques IMDb,  présente dans la section « Liens externes ».
- Titre français : Bonjour les vacances...
- Titre original : National Lampoon's Vacation
- Réalisation : Harold Ramis
- Scénario : John Hughes, d'après sa nouvelle Vacation '58 publiée dans National Lampoon
- Photographie : Victor J. Kemper
- Musique : Ralph Burns
- Montage : Pembroke J. Herring
- Production : Matty Simmons
- Société de production : National Lampoon et Warner Bros.
- Distribution : Warner Bros.
- Genre : comédie, road movie
- Pays de production :  États-Unis
- Durée : 98 minutes
- Dates de sortie :
  - États-Unis : 29 juillet 1983
  - France : 20 juin 1984

## Distribution
- Chevy Chase (VF : Pierre Arditi) : Clark Griswold
- Beverly D'Angelo (VF : Béatrice Delfe) : Ellen Griswold
- Anthony Michael Hall (VF : Francette Vernillat) : Russell « Rusty » Griswold
- Dana Barron (VF : Marie-Martine) : Audrey Griswold
- Imogene Coca (VF : Jacqueline Porel) : Tante Edna
- Randy Quaid (VF : Jacques Balutin) : Eddie
- Miriam Flynn : Catherine
- Christie Brinkley (VF : Annie Balestra) : la blonde de la Ferrari rouge
- John Candy (VF : Jean-Loup Horwitz) : l'officier Russ Lasky
- Eddie Bracken (VF :  René Renot) : Roy Walley
- Eugene Levy (VF : Roger Rudel) : le vendeur de voitures
- Jane Krakowski : Vicki
- John P. Navin Jr. : Dale
- James Keach : le motard de la police
- Frank McRae (VF : Georges Atlas) : l'officier Grover
- Nathan Cook (VF : Gérard Hernandez) : l'homme noir qui donne la direction
- Mickey Jones (VF : Roger Lumont) : le mécanicien
- John Diehl : l'assistant mécanicien
- James Staley (VF : Patrick Poivey) : l'employé du motel
- Brian Doyle-Murray (VF : Marc François) : l'employé de Kamp Komfort
- Gerry Black (VF : Roger Lumont) : Davenport
- Randy Lowell : le shérif Wyatt Earp

## Production
Le tournage a lieu en Californie, à Norwalk, Santa Clarita (notamment le parc d'attraction Six Flags Magic Mountain à Valencia), à Glendale, Santa Anita Park à Arcadia, le parc national de la vallée de la Mort, les Warner Bros. Studios de Burbank, Santa Monica, Los Angeles (Los Feliz, Toluca Lake). Il se déroule également à Chicago dans l'Illinois, à Saint-Louis dans le Missouri, ainsi si que dans le Colorado (Durango, Pueblo, Boone, South Fork, Alamosa, Pagosa Springs, Hesperus), l'Utah (Monument Valley) et l'Arizona (Sedona, parc national du Grand Canyon, Flagstaff, Kayenta).

## Accueil
Bonjour les vacances est un succès au box-office. Il récolte plus de 61 millions de dollars, rien qu'aux États-Unis, avec un budget estimé à quinze millions de dollars. En France, le film n'enregistre cependant que 37 211 entrées.
Le film reçoit par ailleurs de bonnes critiques de la presse. Sur l'agrégateur américain Rotten Tomatoes, il récolte 93% d'opinions favorables pour 44 critiques et une note moyenne de 7,30⁄10. Sur Metacritic, il obtient une note moyenne de 55⁄100 pour 30 critiques.
En 2000, les lecteurs du magazine Total Film classent Bonjour les vacances à la 46e place des plus grandes comédies tous les temps.

## Suites
Après son succès, Bonjour les vacances... connait plusieurs suites. Bonjour les vacances 2, réalisé par Amy Heckerling et coécrit par John Hughes, sort en 1985 et reprend certains personnages.
Un troisième, Le sapin a les boules (National Lampoon's Christmas Vacation), sort en 1989. Toujours écrit par John Hughes, ce film est réalisé par Jeremiah S. Chechik est à nouveau centré sur la famille Griswold.
En 1997, la famille Griswold revient dans Bonjour les vacances : Viva Las Vegas (National Lampoon's Vegas Vacation, 1997). Ce quatrième film est écrit par Elisa Bell et réalisé par Stephen Kessler.
En 2003 sort le téléfilm Le sapin a des boules 2 (National Lampoon's Christmas Vacation 2) réalisé par Nick Marck. Il s'agit d'un spin-off centré sur le personnage du cousin Eddie incarné par Randy Quaid dans Bonjour les vacances..., Le sapin a les boules et Bonjour les vacances : Viva Las Vegas.
Hotel Hell Vacations est un court métrage de Bryan Buckley, diffusé en 2010 sur le site de voyages américain HomeAway (en). Chevy Chase et Beverly D'Angelo y reprennent leurs rôles de Clark et Ellen Griswold.
Vive les vacances, réalisé par John Francis Daley, sort en 2015 avec notamment Ed Helms et Christina Applegate. Il est centré sur Russell « Rusty » Griswold, le fils de Clark et Ellen Griswold.